# Kurt Vajen

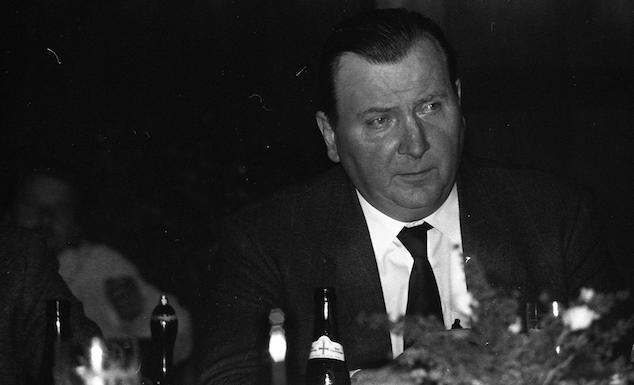
Kurt Vajen, ca. 1989

Kurt Vajen [ˈfaːjən̩] (* 15. Mai 1936 in Ahausen, Kreis Rotenburg; † 1. Dezember 2020) war ein deutscher Landwirt und Politiker (CDU, REP). Er war von 1978 bis 1990 Mitglied des Niedersächsischen Landtages.

## Leben
Vajen besuchte bis 1951 die Volksschule und absolvierte im Anschluss eine landwirtschaftliche Berufsausbildung. Im Jahr 1960 folgte die Prüfung zum Landwirtschaftsmeister. Ab 1960 arbeitete und wohnte er als selbstständiger Landwirt in Wensebrock, Gemeinde Brockel. Er trat der Jungen Union bei, und 1966 wurde er auch Mitglied der CDU und für diese Ortsvorsteher. Vajen war vereidigter landwirtschaftlicher Gutachter und Sachverständiger im Bereich der Landwirtschaftskammer Hannover. Er war verheiratet, Mitglied des Aufsichtsrates der Überlandwerke Nord-Hannover und Verbandsvorsteher des Wasserversorgungsverbandes für den Landkreis Rotenburg (Wümme).

## Politik
Ab 1972 war er Kreistagsabgeordneter und stellvertretender Landrat im Landkreis Rotenburg. Im Jahr 1974 wurde er zum Ratsherrn und ehrenamtlichen Bürgermeister der Gemeinde Brockel sowie der Samtgemeinde Bothel gewählt. Vom 13. August 1975 bis 1. August 1977 war er bis zur Kreisreform Landrat des Altlandkreises Rotenburg (Wümme), vom 1. August 1977 bis 18. November 1977 Landrat (CDU) des neu gebildeten Landkreises Rotenburg (Wümme) (damals Wahlkreis 60), danach Stellvertreter des Landrats. Von 1978 bis 1990 gehörte er für den Landtagswahlkreis Rotenburg (Niedersachsen) dem Niedersächsischen Landtag an. Dort gehörte er dem Ausschuss für Umweltfragen und ab 1982 auch dem Ausschuss für Ernährung, Landwirtschaft und Forsten an.
Nachdem er im September 1989 den Republikanern beigetreten war, trat er aus der CDU aus, um einem Ausschluss zuvorzukommen, und gehörte bis zum Ende der Wahlperiode im Juni 1990 dem Landtag als fraktionsloser Abgeordneter an. Der Versuch, bei der Landtagswahl 1990 für die Republikaner wieder in den Landtag einzuziehen, scheiterte.
Vajen ist Gründer und Vorsitzender des Vereins Vereinigung ehemaliger Kommunalpolitiker in Rotenburg.

## Kontroverse
Im Jahr 1986 wurde bekannt, dass Vajen als amtierender Bürgermeister in mehreren Fällen die Kommunalwahl in Brockel manipuliert hatte. Er hatte zwei Großvätern Briefwahlunterlagen ihrer Enkel überbracht und sie überredet, im Namen der jungen Wahlberechtigten zu wählen. Ernst Albrecht, Ministerpräsident von Niedersachsen, trennte sich dennoch nicht von seinem Abgeordneten, um die Einstimmen-Mehrheit von CDU und FDP nicht zu gefährden. Auch nachdem Vajen am 16. August 1987 nachts mit zwei Promille Alkohol im Blut beim Führen seines Kraftfahrzeugs von Polizisten angehalten wurde und er sich gegen diese wehrte, hielt Albrecht an ihm fest. Das Landgericht Verden verurteilte Vajen 1988 wegen Wahlfälschung, Trunkenheit im Verkehr und Widerstands gegen Vollstreckungsbeamte zu einer Gesamtgeldstrafe von 18.000 Mark, zudem verlor er für neun Monate seine Fahrerlaubnis.
Am 2. September 1989 trennte sich die CDU-Fraktion in Niedersachsen nach mehreren Skandalen vom Abgeordneten Kurt Vajen, was den Verlust der parlamentarischen Mehrheit im Landtag zur Folge hatte. Der kurz zuvor nachgerückte SPD-Politiker Oswald Hoch erklärte wenig später seinen Austritt aus der SPD-Fraktion und sicherte als fraktionsloser Abgeordneter Ernst Albrecht die Mehrheit von 78 Stimmen (CDU/FDP) zu 77 Stimmen (SPD-Grüne) bis zum Ende der Legislaturperiode im Juni 1990.

## Belege
1. 1 2  Michael Meyer: Landrat a. D. Kurt Vajen verstorben. In: Angerburger Heimatbrief. Nr. 167, Mai 2021, S. 54.
2. ↑  „Vereinigung ehemaliger Kommunalpolitiker“ wählt neuen Vorstand. In: kreiszeitung, 23. Februar 2012
3. ↑  Hinrich Lührssen: Ein Mann – eine Stimme: Der Wahlfälscher im Landtag. Die Zeit 42/1988 vom 14. Oktober 1988.
4. ↑  Abgeordnete: Extrem mißlich. Der Spiegel 18/1988 vom 2. Mai 1988, S. 106.
5. ↑  Niedersachsen: Am seidenen Vajen. Der Spiegel 35/1989 vom 28. August 1989, S. 26–27.
6. ↑  Niedersachsen: Auf dem Absatz kehrt. Der Spiegel 37/1989 vom 11. September 1989, S. 106.

| Personendaten    | Personendaten                       |
| ---------------- | ----------------------------------- |
| NAME             | Vajen, Kurt                         |
| KURZBESCHREIBUNG | deutscher Politiker (CDU, REP), MdL |
| GEBURTSDATUM     | 15. Mai 1936                        |
| GEBURTSORT       | Ahausen                             |
| STERBEDATUM      | 1. Dezember 2020                    |